# Chaiyapat Honbanleng
Chaiyapat Honbanleng (thailändisch ชัยภัทร หนบรรเลง, * 22. April 1991), auch als Mao bekannt, ist ein thailändischer Fußballspieler.

## Karriere
Chaiyapat Honbanleng stand bis Ende 2018 beim Ayutthaya United FC unter Vertrag. Wo er vorher gespielt hat, ist unbekannt. Der Verein aus Ayutthaya spielte in der dritten thailändischen Liga. Hier trat er mit dem Verein in der Upper Region an. Am Ende der Saison wurde er mit dem Verein Vizemeister der Region und stieg somit in die zweite Liga auf. Nach dem Aufstieg verließ er den Verein und schloss sich im Januar 2019 dem Erstligisten Chainat Hornbill FC an. Für den Verein aus Chainat bestritt er ein Erstligaspiel. Am 23. Juni 2019 (15. Spieltag) stand er im Heimspiel gegen den Chonburi FC zwischen den Pfosten. Hier stand er die kompletten 90 Minuten auf dem Spielfeld. Chainat gewann das Spiel durch ein Tor von Chatchai Kumpraya mit 1:0. Am Ende der Saison musste er mit Hornbill den Weg in die zweite Liga antreten. Ende 2020 wurde sein Vertrag in Chainat nicht verlängert. Von Januar 2021 bis Mai 2021 war er vertrags- und vereinslos. Am 1. Juni 2022 nahm ihn der Drittligist Krabi FC unter Vertrag. Mit dem Verein aus Krabi spielte er einmal in der Southern Region der Liga. Am Ende der Saison wurde er mit Krabi Meister der Region. In den Aufstiegsspielen konnte man sich durchsetzen und stieg in die zweite Liga auf. Nach dem Aufstieg verließ er Krabi und schloss sich im Juli 2022 seinem ehemaligen Verein Chainat Hornbill an. Hier stand er in der Hinrunde 2022/23 neunmal zwischen dem Pfosten. Nach der Hinrunde wurde sein Vertrag im Dezember 2022 nicht verlängert. Im gleichen Monat unterschrieb er einen Vertrag beim Drittligisten See Khwae City FC in Nakhon Sawan. Mit dem Klub spielte er achtmal in der Northern Region der Liga. Im Sommer 2023 verpflichtete ihn der in der Bangkok Metropolitan Region spielende VRN Muangnont FC. Nach einer Spielzeit, in der er 21 Ligaspiele bestritt, wechselte er im August 2024 zum Zweitligaaufsteiger Mahasarakham SBT FC. Hier kam er jedoch nicht zum Einsatz. Im Sommer 2025 wurde sein Vertrag nicht verlängert.

## Erfolge
Krabi FC
- Thai League 3 – South: 2021/22  ▲